# 盧斯安奴·施華
盧斯安奴·施華·達施華（Luciano Silva da Silva，1987年6月13日－），生於巴西阿雷格里港，巴西足球運動員，司職中堅，現時效力香港甲組聯賽球會中西區。

## 球會生涯
盧斯安奴生於巴西阿雷格里港，於巴甲著名球會國際體育會展開球員生涯，到2013年1月來港加盟甲組球會標準流浪，期間曾擔當球會隊長，並於1月31日對傑志的聯賽，首度為球會上陣，可是最終流浪僅以1–2落敗，隨後他再在3月17日對橫濱FC香港的聯賽，取得加盟後的首個入球，協助流浪最終以1–1賽和對手。
2015年7月，他轉會港超聯地區球會元朗，並與同鄉法比奧拍擋組成元朗後防線，以穩健防守見稱，更於9月27日對夢想駿其的聯賽，取得加盟後的首個入球，可是最終元朗仍以2–3落敗，而他於2016年4月16日對東方的足總盃四強，門前補射破網射入全場唯一入球，協助元朗爆冷晉身準決賽，可是最終元朗在決賽在互射12碼階段不敵香港飛馬，屈居亞軍。
2016年初，盧斯安奴獲香港聯賽選手隊挑選參與2016猴年賀歲盃，結果他協助港聯以4–0擊敗香港代表隊。
2017年夏天，他轉會新組成的港超聯球會理文，並即在9月24日對R&F富力的高級組銀牌首圈，取得加盟後的首個入球，最終協助理文以2–1擊敗對手順利晉級。
2019年8月，盧斯安奴加盟香港超級聯賽球會愉園。
2021年7月，盧斯安奴轉會到港超聯地區球會冠忠南區。
2022年9月，他加盟了港甲球會中西區足球隊。

## 家庭生活
盧斯安奴轉會元朗後，因與陣中同鄉古斯達禾同名，都叫Silva，所以隊友都稱他為Luci以作分別，他於2017年12月與女朋友簽紙結婚，而他現時育有兩個女兒，其中長女正在學校接受足球訓練，而幼女於2015年12月出生。

## 榮譽
國際體育會
- 南美球會盃冠軍（2007年）
- 南美超級盃冠軍（2008年）
- 南里奧格蘭德州聯賽冠軍（2008年）

標準流浪
- 香港預備組聯賽冠軍（2013–14季度）

元朗
- 香港足總盃亞軍（2015–16季度）

港聯
- 香港賀歲盃冠軍（2016、2018年）

## 外部連結
- 香港足球總會網頁球員註冊資料 （页面存档备份，存于）